# 大黒神島
大黒神島（おおくろかみしま）とは、瀬戸内海の芸予諸島に属する、面積約7.25km2の無人島である。

## 概要
能美島の西方に位置し、行政上は広島県江田島市沖美町岡大王に属する。瀬戸内海に数多くある島の中では最大の無人島である。
かつては農耕や石材の切り出しなどが行われていた。磯釣り場として知られている。
かつてこの島の所有権を賭けて、沖美と大柿（現在はいずれも江田島市）の住民が伝馬船競漕をし、ゴール直前にわらじを投げて先に到着をアピールした沖美の所有になったという言い伝えがある。

## 地勢
- 櫛ノ宇根（460m）